# متیف
متیف (انگلیسی: MATIF)(بازار آتی بین‌المللی فرانسه) یک شرکت خصوصی است که هم بازار معاملات آتی و هم یک مرکز پایاپای وجوه در فرانسه بود. که در هنگام ادغام بورس پاریس با یورونکست جذب یورونکست پاریس شد. ابزارهای مشتقه پیشتر روی بستر متیف معامله می‌گردید و دیگر اعضای یورونکست در بستر لایف کانکت که یک بستر معامله الکترونیک در بورس اختیار معامله و آتی بین‌المللی لندن بود معامله می‌کردند. لایف یک شرکت وابسته به یورونکست است.